# Xylanthemum polycladum
Xylanthemum polycladum là một loài thực vật có hoa trong họ Cúc. Loài này được (Rech.f.) Tzvelev miêu tả khoa học đầu tiên năm 1961.